# Tigres de la Universidad Autónoma de Nuevo León
Il Tigres de la Universidad Autónoma de Nuevo León, meglio noto come Tigres UANL o Tigres de la UANL, è una società calcistica messicana di San Nicolás de los Garza. Milita nella Primera División de México, la massima serie del campionato messicano.
Fondata il 7 marzo 1960, è la squadra ufficiale dell'Università autonoma del Nuevo León (UANL) e ha il supporto e la gestione amministrativa della Sinergia Deportiva (società controllata dalla CEMEX) dal 1997. Gioca le partite casalinghe allo stadio Universitario.
La squadra ha vinto, tra l'altro, otto campionati messicani, tre Coppe del Messico, e tre Supercoppe del Messico, risultando la compagine più vincente del Messico settentrionale. Conta inoltre quattro secondi posti in campionato. Vinse il primo trofeo nella stagione 1975-1976, quando si aggiudicò la Coppa del Messico battendo in finale l'América e diventando così la prima squadra del nord del Messico a mettere in bacheca una competizione calcistica ufficiale. A livello internazionale, la squadra, dopo essere stata finalista della CONCACAF Champions League nelle stagioni 2015-2016, 2016-2017 e 2019, ha vinto il trofeo nel 2020. È stata, inoltre, finalista della Coppa Libertadores nel 2015 e della Coppa del mondo per club nel 2020.
Nel 2015 figurava al 16º posto nel ranking della International Federation of Football History & Statistics (IFFHS).
I colori tradizionali del club sono il blu e il giallo. Il Tigres mantiene una forte rivalità con il Monterrey, con la quale disputa il derby noto come Clásico Regiomontano.

## Storia

Logo utilizzato dal 2002 al 2012

Il nucleo originario del club fu fondato nel 1957 con il nome di Jabatos ("cinghiali"), antesignano del Club de Fútbol Nuevo León. Il sodalizio esordì nella seconda divisione del campionato messicano di calcio nel 1958-1959, con vittoria per 1-0 all'esordio contro il Reboceros a La Piedad (rete di Carlos Guerrero). Questo fu l'undici iniziale del Jabatos: Miguel "Cabrito" Rodríguez, Muñiz, Camacho, Arizmendi, Oscar de Alba, Ignacio "Nachito" Hernández, Héctor "Píjola" Pequeño, Juan Fidalgo, Carlos Guerrero, Mingo Herrera, Orozco.
Il 7 marzo 1960, dopo aver attraversato un periodo di difficoltà economiche, il club fu rilevato dall'Università autonoma del Nuevo León (UANL) e assunse dapprima il nome di Club Deportivo Universitario de Nuevo León e poco dopo quello di Tigres de la Universidad Autónoma de Nuevo León, abbreviato in Tigres UANL. Nel 1974, vincendo il campionato di Segunda División, fu promosso in Primera División, la massima serie nazionale. Si aggiudicò il titolo messicano nel 1978 e nel 1982.
Nel 2011 vinse il Torneo di Apertura del campionato messicano battendo nella doppia finale il Santos Laguna.
Nella stagione 2015 il Tigres UANL partecipò per la prima volta alla Coppa Libertadores. Dopo aver terminato al primo posto nella fase a gironi, agli ottavi di finale eliminò i boliviani dell'Universitario, ai quarti di finale gli ecuadoriani dell'Emelec e in semifinale i brasiliani dell'Internacional, accedendo alla finale, dove fu sconfitto dagli argentini del River Plate: dopo aver pareggiato 0-0 all'andata a Monterrey, perse per 3-0 al ritorno a Buenos Aires.
Dopo essere stata finalista della CONCACAF Champions League nelle stagioni 2015-2016, 2016-2017 e 2019, vinse il trofeo nel 2020, battendo per 2-1 in finale il Los Angeles FC all'Exploria Stadium di Orlando, negli USA.
Nella Coppa del mondo per club FIFA 2020, disputata nel febbraio 2021 in Qatar, si classificò al secondo posto (0-1 contro il Bayern Monaco), dopo essere divenuto il primo club messicano a qualificarsi alla finale del torneo, battendo i brasiliani del Palmeiras.

## Palmarès

### Competizioni nazionali
- Campionato messicano: 8

1977-1978, 1981-1982, Apertura 2011, Apertura 2015, Apertura 2016, Apertura 2017, 2018-2019 Clausura, 2022-2023 Clausura
- Coppa del Messico: 3

1975-1976, 1995-1996, Clausura 2014
- Supercoppa del Messico: 4

2016, 2017, 2018, 2023
- Liga de Ascenso de México: 2

Invierno 1996, Verano 1997
- InterLiga: 2

2005, 2006
- Segunda División de México: 1

1973-1974

### Competizioni internazionali
- SuperLiga nordamericana: 1

2009
- Campeones Cup: 2

2018, 2023
- CONCACAF Champions League: 1

2020

### Altri piazzamenti
- Campionato messicano:

Secondo posto: 1979-1980, Invierno 2001, Apertura 2003, Clausura 2017
- Copa México:

Finalista: 1989-1990
- Campeón de Campeones:

Finalista: 2019
- Supercopa MX:

Finalista: 2014
- Coppa Libertadores:

Finalista: 2015
- CONCACAF Champions League:

Finalista: 2015-2016, 2016-2017, 2019
Semifinalista: 1979, 2023, 2025
- Leagues Cup:

Finalista: 2019
- Coppa del mondo per club:

Finalista: 2020

## Organico

### Rosa 2024-2025
Aggiornata al 28 dicembre 2024.
| N. |                      | Ruolo | Calciatore          |
| -- | -------------------- | ----- | ------------------- |
| 1  | Argentina (bandiera) | P     | Nahuel Guzmán       |
| 2  | Brasile (bandiera)   | D     | Joaquim             |
| 4  | Messico (bandiera)   | D     | Juan José Purata    |
| 5  | Brasile (bandiera)   | C     | Rafael Carioca      |
| 6  | Messico (bandiera)   | C     | Juan Pablo Vigón    |
| 8  | Uruguay (bandiera)   | C     | Fernando Gorriarán  |
| 9  | Argentina (bandiera) | A     | Nicolás Ibáñez      |
| 10 | Francia (bandiera)   | A     | André-Pierre Gignac |
| 11 | Argentina (bandiera) | C     | Juan Brunetta       |
| 13 | Messico (bandiera)   | D     | Diego Reyes         |
| 14 | Messico (bandiera)   | D     | Jesús Garza         |
| 15 | Messico (bandiera)   | D     | Eduardo Tercero     |
| 16 | Messico (bandiera)   | C     | Diego Lainez        |
| 17 | Messico (bandiera)   | C     | Sebastián Córdova   |
| 18 | Messico (bandiera)   | C     | David Ayala         |

| N. |                      | Ruolo | Calciatore               |
| -- | -------------------- | ----- | ------------------------ |
| 19 | Argentina (bandiera) | C     | Guido Pizarro (capitano) |
| 20 | Messico (bandiera)   | C     | Javier Aquino            |
| 21 | Messico (bandiera)   | C     | Eugenio Pizzuto          |
| 22 | Messico (bandiera)   | C     | Uriel Antuna             |
| 24 | Messico (bandiera)   | C     | Marcelo Flores           |
| 25 | Messico (bandiera)   | P     | Felipe Rodríguez         |
| 26 | Messico (bandiera)   | C     | Sebastián Fierro         |
| 27 | Messico (bandiera)   | D     | Jesús Angulo             |
| 28 | Messico (bandiera)   | D     | Fernando Ordóñez         |
| 29 | Messico (bandiera)   | C     | Ozziel Herrera           |
| 30 | Messico (bandiera)   | P     | Miguel Ortega            |
| 31 | Messico (bandiera)   | P     | Fernando Tapia           |
| 33 | Messico (bandiera)   | D     | Rafael Guerrero          |
| 35 | Messico (bandiera)   | D     | Osvaldo Rodríguez        |